# 熱帶風暴蘇力 (2024年)
熱帶風暴蘇力（英語：Tropical Storm Soulik，國際編號：2415，聯合颱風警報中心：WP162024，菲律賓大氣地球物理和天文管理局：Gener）是2024年太平洋颱風季第15個被命名的風暴。「蘇力」此名由密克羅尼西亞所提供，是指蘇力，波納佩島傳統將領的頭銜。

## 發展過程
9月15日上午8時，日本氣象廳將一個在菲律賓東方海域的熱帶擾動升格為熱帶低氣壓。下午2時，美國海軍研究實驗室給予擾動編號98W。
9月16日凌晨4時，聯合颱風警報中心將其評級提升為「中」。上午8時，日本氣象廳對其發布烈風警報。同時，台灣中央氣象署將其升格為熱帶低氣壓，給予編號TD17。晚上9時，聯合颱風警報中心將其評級提升為「高」，並對其發佈熱帶氣旋形成警報。
9月17日下午2時，香港天文台將其升格為熱帶低氣壓。晚上8時，一熱帶擾動於98W西北方形成，美國海軍研究實驗室給予擾動編號99W。
9月18日凌晨2時，日本氣象廳將其位置重新定位到99W。下午2時，聯合颱風警報中心將其升格為熱帶低氣壓，並給予熱帶氣旋編號16W。同時，台灣中央氣象署觀測南海附近另一個低壓，並給予編號TD18。晚上8時，台灣中央氣象署停止對TD17編號。
9月19日凌晨2時，香港天文台雖在天氣報告升格為熱帶風暴，但在氣旋報文中仍標示熱帶性低氣壓，直至凌晨5時才將其正式升格為熱帶風暴。上午8時，日本氣象廳將其升格為熱帶風暴，給予國際編號2415，並命名「蘇力」。同時，台灣中央氣象署將其升格為輕度颱風。下午1時30分，中央水文氣象預報中心表示蘇力越南廣治省沿海登陸，登陸後減弱為熱帶低壓。晚上8時，香港天文台將其降格為熱帶低氣壓。20时，中央气象台对其停止编号。
9月20日凌晨2時，日本氣象廳和台灣中央氣象署將其降格為熱帶低氣壓。上午8時，香港天文台將其降格為低壓區。
9月21日凌晨2時，日本氣象廳認為其已消散。

## 影響

### 中國大陸

#### 海南
9月19日上午9時03分，琼海市气象台發佈暴雨红色预警信号。19日下午，琼海市停课半天。

### 越南
「蘇力」于9月19日在越南中部登陆后，造成1人受伤，93栋房屋受损，2所学校被破坏，并引起13次山体滑坡。

## 熱帶氣旋警告使用紀錄
| 国家气象中心 颱風預警信號 | 国家气象中心 颱風預警信號 | 国家气象中心 颱風預警信號 |
| ------------------------- | ------------------------- | ------------------------- |
| 上一熱帶氣旋              | 颱風黃色預警信號          | 下一熱帶氣旋              |
| 強颱風貝碧嘉              | 颱風黃色預警信號          | 超強颱風山陀兒            |

## 外部連結
| 太平洋颱風季             |
| 主題頁 - 專題 - 編輯指南 |

- （日語）日本氣象廳首頁 （页面存档备份，存于）
- （英文）聯合颱風警報中心首頁 （页面存档备份，存于）
- （简体中文）中國國家氣象中心首頁 （页面存档备份，存于）
- （繁體中文）臺灣中央氣象署首頁 （页面存档备份，存于）
- （繁體中文）香港天文台首頁 （页面存档备份，存于）
- （繁體中文）澳門地球物理氣象局首頁 （页面存档备份，存于）
- （英文）菲律賓大氣地球物理和天文管理局 惡劣天氣公告 （页面存档备份，存于）